# Mattenhof-Weissenbühl
Mattenhof-Weissenbühl ist der Stadtteil III von sechs Berner Stadtteilen. Er befindet sich im Südwesten der Stadt und umfasst die statistischen Bezirke Holligen, Mattenhof, Monbijou, Sandrain, Weissenbühl und Weissenstein. Auch der Könizbergwald gehört dazu.
Die Wohnbevölkerung betrug 2022 32'262 Personen, davon 24'794 Schweizer und 7'465 Ausländer.

## Besonderheiten

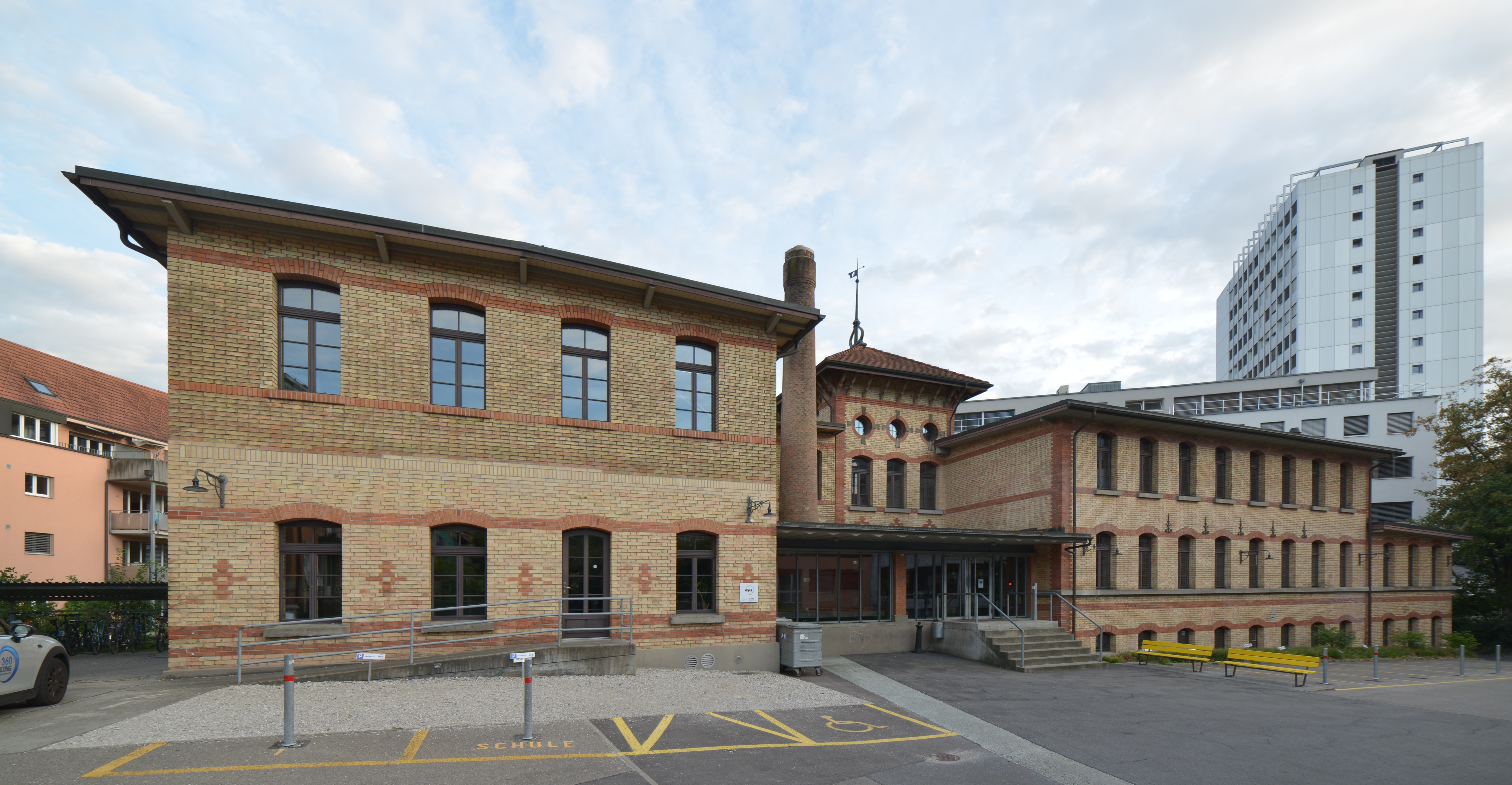
Alte und neue Gebäude im Mattenhof, vorne an der Sulgenbachstrasse 18 und rechts hinten ein Hochhaus am Eigerplatz

Im Stadtteil befinden sich rund 40'000 Arbeitsplätze. Das Inselspital ist der grösste Arbeitgeber, daneben gibt es zahlreiche grössere und kleinere Gewerbe- und Dienstleistungsunternehmen. Das Angebot an Quartiertreffs, Schulen, Bädern, Kitas, Spiel- und Sportplätzen, Naherholungsgebieten, Poststellen, Bibliotheken, Glaubenshäusern, Entsorgungsstellen und Spitälern wird ebenfalls hervorgehoben.

## Stadtteilvertretung
Gemäss «Reglement über die politischen Rechte» (RPR) der Stadt Bern vertritt die Quartiermitwirkung Stadtteil 3 (QM3) die Interessen der Quartierbevölkerung. Es ist ein Zusammenschluss von 26 Organisationen (politische Parteien, Kirchgemeinden, Leiste, Quartiervereine und weitere Vereine). Es existiert eine Arbeitsgruppe, die wie die Delegiertenversammlung 7 Mal pro Jahr tagt. Eine Geschäftsstelle wird unterhalten.
Herausgegeben wird auch das Quartiermagazin für den Stadtteil 3, das 5-mal jährlich erscheint. Die dort unterschiedenen Quartiere Holligen, Weissenstein, Mattenhof, Monbijou und Weissenbühl entsprechen namentlich den statistischen Bezirken, Sandrain-Marzili bezieht sich auf den statistischen Bezirk Sandrain.

## Politik
Die Stimmenanteile der Parteien anlässlich der Wahl des Stadtrates vom 29. November 2020 betrugen: SP 29,3 % (davon JUSO 3,2 %), glp 14,5 % (davon jglp 2,4 %), GB 14,4 %, GFL 9,7 %, FDP 7,7 % (davon jf 1,1 %), SVP 5,0 %, JA! 4,2 %, CVP 3,3 %, AL 3,2 %, EVP 2,4 %, BDP 1,8 %, PdA 1,5 %, GaP 1,3 %, EDU 0,6 %, zämä 0,4 %, DLSSLP 0,3 %. Im Vergleich mit den anderen Stadtteilen hatte keine Partei ihr bestes Ergebnis in Mattenhof-Weissenbühl.
Im Vergleich mit dem gesamtstädtischen Ergebnis zeichnet der im Stadtteil Mattenhof-Weissenbühl durch ein durchschnittliches Ergebnis aus. Die verschiedenen linken und grünen Parteien schnitten leicht überdurchschnittlich ab, während die SVP ein unterdurchschnittliches Ergebnis erreichte.